# Untertauchen (Gewaltakt)
Das Untertauchen einer Person wurde im Mittelalter als Mittel zur Wahrheitsfindung und/oder Bestrafung eingesetzt.

## Mittelalter

### Wasserprobe
Bei der Wasserprobe mit kaltem Wasser wurde zum Beweis der Schuld oder auch Unschuld ein Mensch gänzlich unter Wasser getaucht um den Verdacht der Hexerei zu bestätigen bzw. zu entkräftigen. Es wurde dabei davon ausgegangen, dass das reine Element Wasser Hexen abstoße und diese auf dem Wasser schwimmen (siehe auch: Wiegeprobe).

### Ehrenstrafen
Das öffentliche Untertauchen eines Verurteilten an der Schuppe oder mit der Wippe hatte zweierlei Funktion: Einmal die Bestrafung selbst als Sühne gegenüber der rechtstreuen Gesellschaft als auch durch das Untertauchen im reinigenden Wasser das Abwaschen der Sünde gegenüber Gott.

## Heutige Situation
Die Herbeiführung des „Fast-Ertränkens“ (ähnlich Waterboarding) durch Untertauchen des ganzen Körpers oder des Kopfes gilt als Foltermethode und ist in Europa durch Artikel 2 EMRK staatlichen und staatsnahen Einrichtungen ausnahmslos verboten.